# Schleicher ASG 29
Schleicher ASG 29 je jadralno letalo nemškega proizvajalca Alexander Schleicher GmbH & Co.  Črka 'G' označuje dizajnerja Michael Greinerja. Letalo je nadgradnja letala ASW-27, njegova certifikacijska oznaka je ASW-27-18.
ASG 29 je grajen iz karbonskih kompozitnih materialov. Na koncih kril ima winglete. Za razliko od ostalih podobnih letal ima namesto flaperonov ločena krilca in zakrilca, kar za razliko od flaperonov omogoča dobro okretnost po nagibu pri vseh nastavitvah zakrilc.
Na krilcih in zakrilcih je nameščena vrstica luknjic, skozi katere piha zrak in povzroči prehod laminarnega toka v turbulentnega, kar zmanjša skupni zračni upor.
Na voljo sta dva razpona kril: 15 m in 18 m. ASG 29 lahko tovori 170 kg vodnega balasta.
Obstaja tudi motorna verzija  'E', ki ima dvotaktni motor SOLO 2350 z močjo 18 KM. 
Od leta 2006 so zgradili okrog 250 letal, v letu 2020 pa ga je nadomestilo letalo AS 33.

## Tehnične specifikacije (z 18m razponom kril)
- Posadka: 1 pilot
- Kapaciteta: 202 kg (447 lb) vodnega balasta
- Dolžina: 6,59 m (21 ft 7 in)
- Razpon kril: 18,00 m (59 ft 1 in)
- Višina: 1,30 m (4 ft 3 in)
- Površina kril: 10,5 m2 (113 ft2)
- Vitkost: 30,4
- Prazna teža: 280 kg (617 lb)
- Gros teža: 600 kg (1323 lb)
- Maks. hitrost: 270 km/h (168 mph)
- Maks. jadralno število: 52
- Hitrost padanja: 0,47 m/s (92,5 ft/min)